# Đậu Văn Toàn
Đậu Văn Toàn (sinh ngày 7 tháng 4 năm 1997) là một cầu thủ bóng đá chuyên nghiệp người Việt Nam đang chơi ở vị trí tiền vệ cho câu lạc bộ Hà Nội.

## Sự nghiệp bóng đá
Đậu Văn Toàn là một cầu thủ đã thi đấu thành công cho nhiều lứa trẻ của câu lạc bộ Hà Nội. Anh từng là đội trưởng của U-19 và U-21 Hà Nội giành chức vô địch quốc gia.
Trước thềm V-League 2018, Văn Toàn được đôn lên đội một Hà Nội. Năm đó, Hà Nội vô địch sớm nên giai đoạn cuối, Toàn được thi đấu nhiều. Anh ra mắt V-League trong trận gặp Hoàng Anh Gia Lai trên sân Pleiku. 
Văn Toàn được huấn luyện viên Park Hang-seo gọi lên đội tuyển U-23 Việt Nam để chuẩn bị cho vòng loại U-23 châu Á 2020.

## Danh hiệu

### Câu lạc bộ
Hà Nội FC
- V. League 1:
  -  Vô địch (3): 2018, 2019, 2022
  -  Á quân (2): 2020, 2023
  -  Hạng 3 (1): 2023–24
- Siêu cúp quốc gia:
  -  Vô địch (4): 2018, 2019, 2020, 2022
- Cúp Quốc gia: 
  -  Vô địch (3): 2019, 2020, 2022
  -  Á quân (1): 2023–24
  -  Hạng 3 (1): 2018